# Metamorphosis

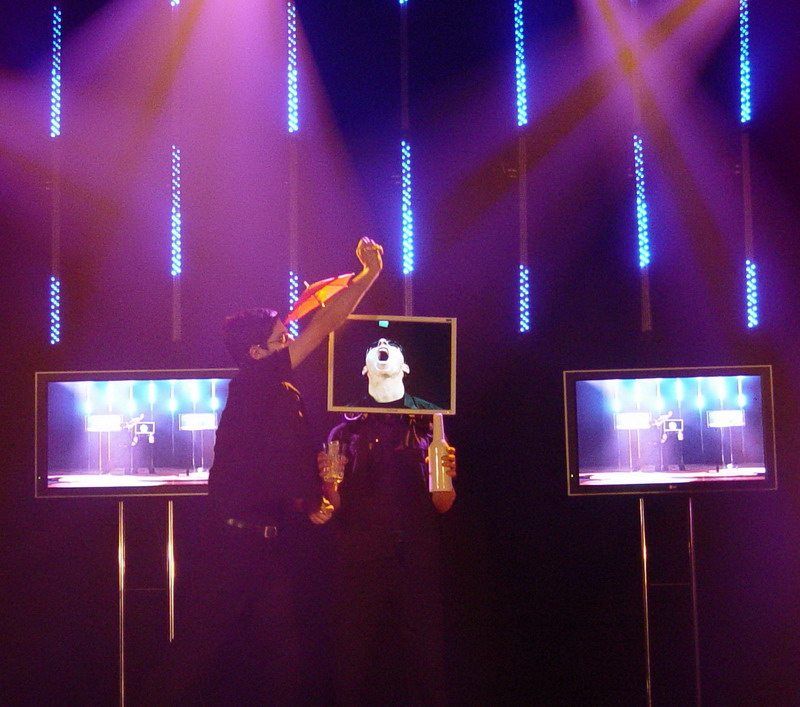
Premiera tricku Head Definition w dniu 4 kwietnia 2008 w MCK w Skarżysku Kamiennej

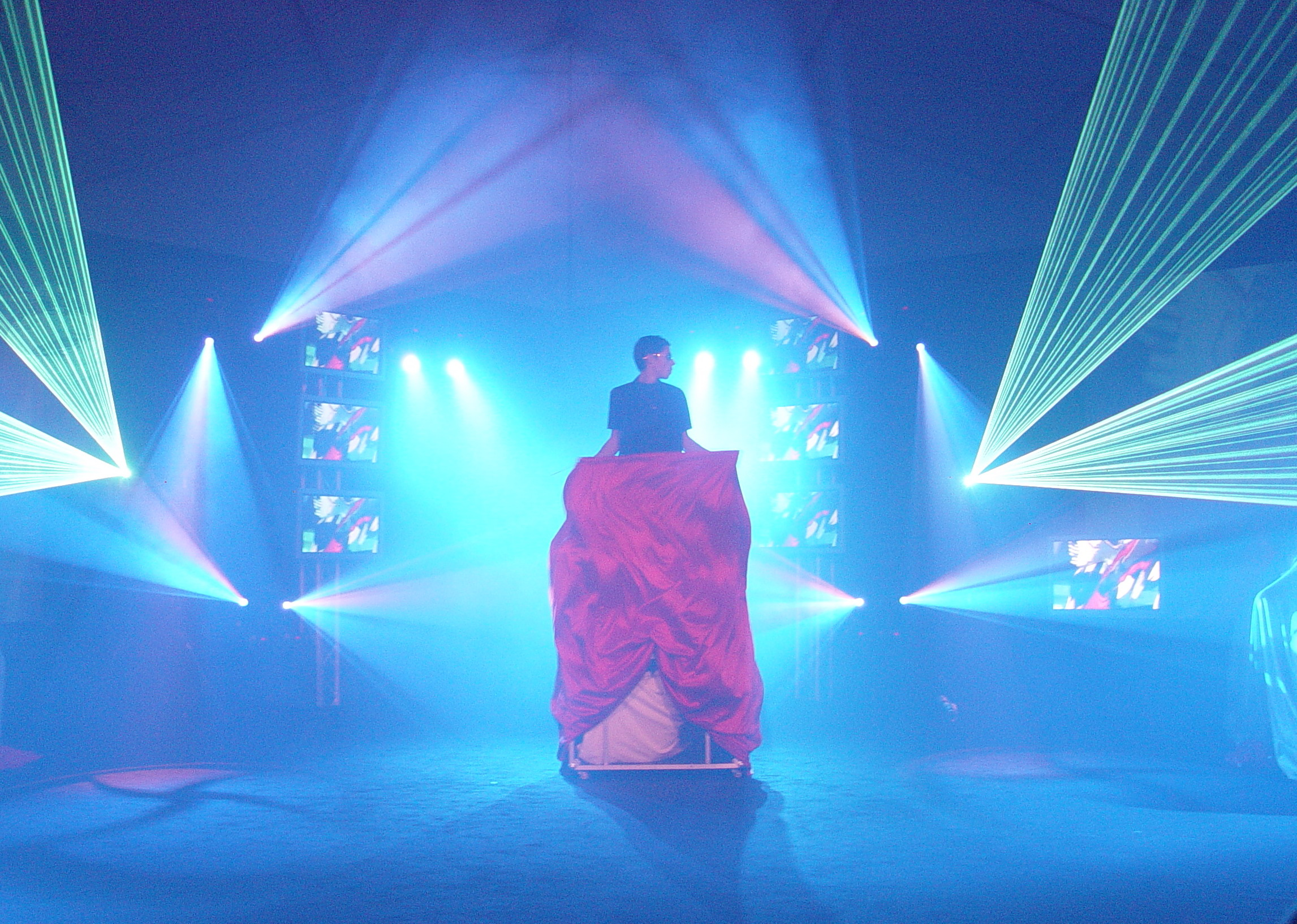
Pokaz specjalny grupy podczas premiery Peugeota 308 w Sopocie

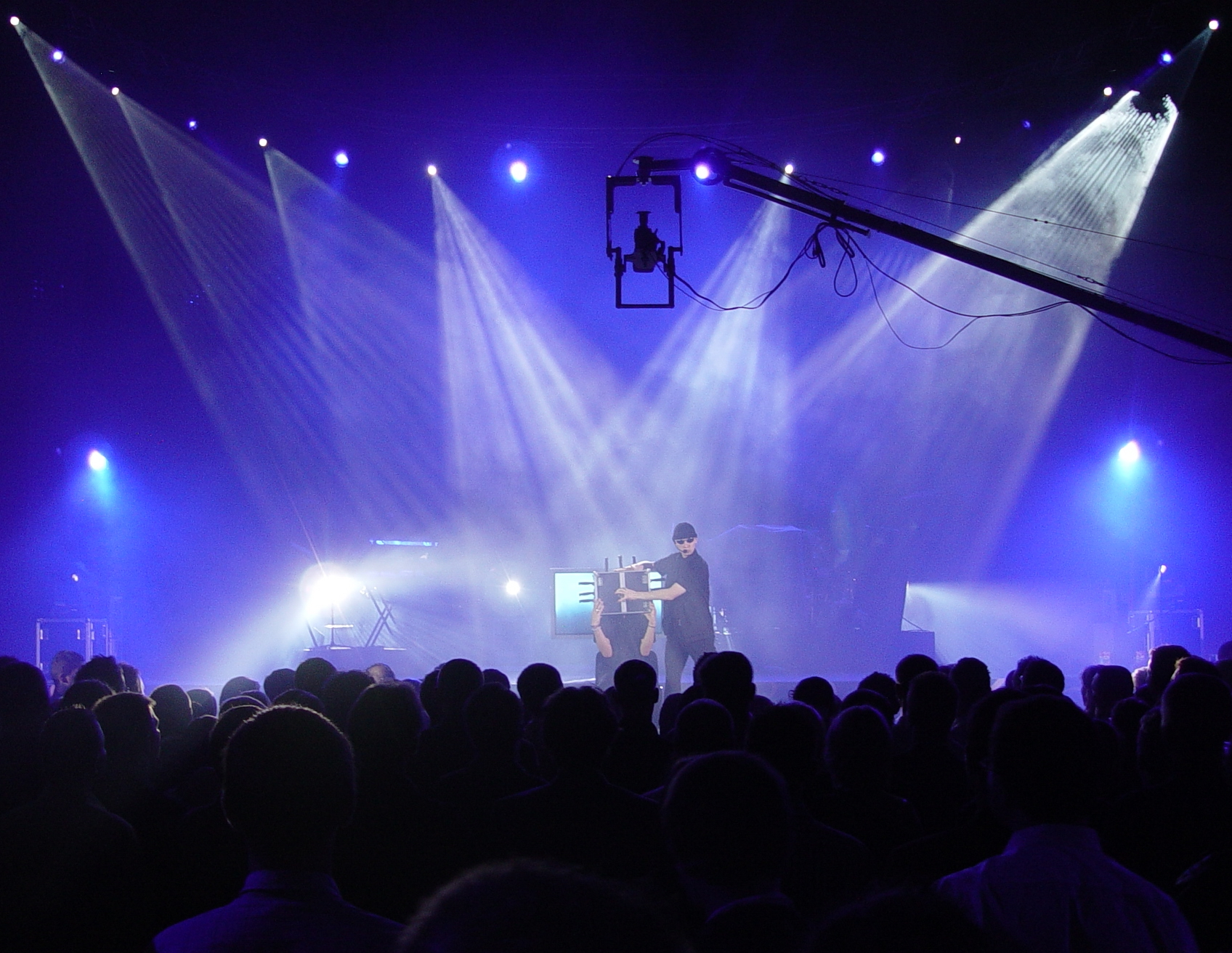
Grupa podczas występu w Hali Torwar w Warszawie z okazji pierwszej rocznicy wprowadzenia do Polski marki Orange

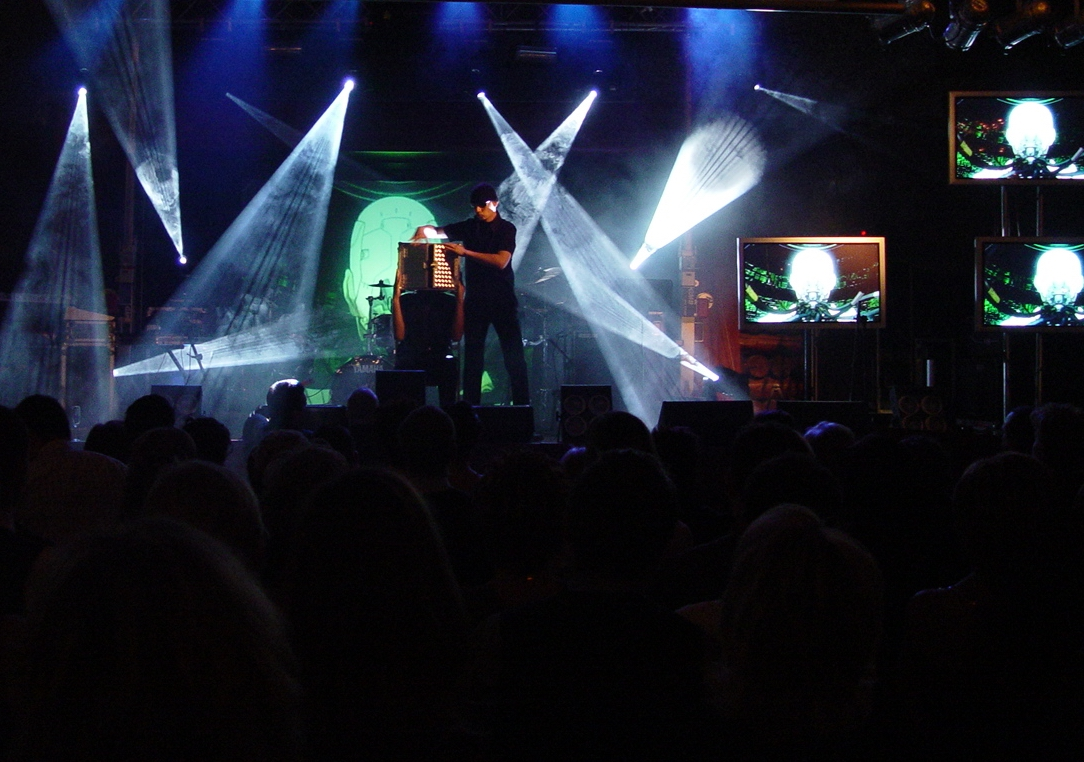
Fragment spektaklu grupy w Kopalni Soli w Wieliczce z okazji 15-lecia Fortis Banku

Metamorphosis – polska grupa iluzjonistów specjalizująca się w nowoczesnej sztuce iluzji określanej jako multimedia magic, powstała w 1997 r. pod kierownictwem Maksymiliana Makowskiego w warszawskim teatrze „Stara Prochownia”. Bohaterowie i koproducenci programu telewizyjnego pt. „52. Nowe oblicze iluzji” w kanale MTV Polska.
Iluzjoniści z Metamorphosis mają za sobą ponad kilkaset występów dla firm, agencji special events, reklamowych i public relations. Obecnie 98% pokazów grupy stanowią występy podczas wszelkiego rodzaju imprez firmowych i wydarzeń specjalnych. Członkowie zespołu zajmują się sztuką iluzji od 6 roku życia. Ich pokazy są pełne żywiołowej muzyki, efektów świetlnych i multimedialnych.
Ich działalność prezentowana była w czterech reportażach Polsat i MTV, w audycji Radia ZET „Nie do zobaczenia” oraz w obszernych artykułach czasopism „Cogito”, „Bravo”, „Rzeczpospolitej”, „Promenady Sukcesu” i Puls Biznesu.

## Najważniejsze wydarzenia w historii grupy
- występ przed Księżną Sapiehą i 30-osobową grupą gości z Londynu
- występ w Teatrze Syrena podczas X Jubileuszowego Przeglądu Twórczości „Nike z Samotraki”
- występ na otwarcie III Międzynarodowego Festiwalu Filmów Dziecięcych i Młodzieżowych,
- reportaż w TV Polsat („Macie co chcecie”)
- występ przed kilkutysięczną widownią na placu Zamkowym w Warszawie podczas imprezy „Przed nami XXI w.”
- audycja Radia ZET „Nie do zobaczenia”
- reportaż TV Polsat (Express TV)
- spotkanie z Davidem Copperfieldem – udział w pierwszym w Polsce show „Magia Wszech czasów” (7 marca 2000)
- występ podczas „Terry Fox Run” w Warszawie
- rozpoczęcie współpracy z fundacją „American Friends in Warsaw”, pokazy specjalne w szpitalach i domach dziecka
- udział w programie „Szopka całoroczna” w reż. Jerzego Kryszaka
- drugie spotkanie z Davidem Copperfieldem – przekazanie XVIII-wiecznej „Księgi magii” do International Museum and Library of the Conjuring Arts
- występ podczas gali konkursu reklamy Idea Awards 2001
- realizacja projektu „Letnia Szkoła Magii” na Zamku w Gniewie i „Szkoła Prefektów” na Zamku Czocha w Leśnej opartego o powieść J.K. Rowling „Harry Potter”
- reportaż TV MTV Classic (Portrety)
- pokazy specjalne podczas premiery V tomu książki Harry Potter i Zakon Feniksa
- szkolenie ekspertów w ramach promocji produktu „Vanish” dla firmy Reckitt Benckiser
- reportaż w „Rzeczpospolitej”
- wywiad dla „Promenady Sukcesu – Magazine For The Luxury Lifestyle”
- występ przed kilkutysięczną publicznością podczas XIII Finału Wielkiej Orkiestry Świątecznej Pomocy w Ziębicach
- występ podczas V Balu Mistrzów Sportu Warszawy 2004
- pokaz specjalny podczas Międzynarodowych Targów Biofach w Norymberdze (Niemcy)
- spektakl podczas premiery Jeepa Grand Cherokee w Gdańsku
- pokaz specjalny podczas 15-lecia firmy Wincor Nixdorf
- występ z okazji otwarcia Silesia City Center w Katowicach
- pokaz specjalny podczas otwarcia salonu i prapremiery nowej Hondy Civic w Poznaniu
- pokaz specjalny z okazji 10-lecia Hotelu Sheraton w Warszawie
- występ na żywo w TVP2 w programie Doroty Wellman i Marcina Prokopa „Pytanie na śniadanie”
- pokaz specjalny z okazji pierwszych urodzin Orange w Hali Torwar w Warszawie
- pokaz specjalny podczas polskiej premiery systemu Windows Vista i Office 2007
- pokaz specjalny podczas premiery Peugeot 308 w Sopocie
- pokaz specjalny z okazji premiery VII tomu książki Harry Potter i Insygnia Śmierci w EMPIK Megastore w Warszawie
- spektakl podczas 65th Annual World Magnesium Conference dla International Magnesium Association
- spotkanie ze światowej sławy amerykańskim iluzjonistą Franzem Harary’em
- pokaz specjalny podczas Google Day 2008 w hali EXPO XXI w Warszawie
- koprodukcja autorskiego programu telewizyjnego „52. Nowe oblicze iluzji” w kanale MTV Polska
- pokaz specjalny podczas II Otwartych Pokazów Leżakowania El Sol
- spektakl dla firmy Microsoft podczas konferencji wprowadzającej na rynek system Dynamics AX2009
- pokaz specjalny w trakcie Gali Telewizyjnej i wręczenia nagród Tytanowe Oko podczas XXXV Międzynarodowej Konferencji i Wystawy PIKE2009

## Konsultacje iluzjonistyczne
Grupa Metamorphosis proszona była o pomoc w zakresie sztuki iluzji, manipulacji oraz szkoleń aktorów przy następujących produkcjach telewizyjnych i teatralnych:
- Szopka całoroczna (program rozrywkowy TVP) – reż. Jerzy Kryszak, prod. Aleksander Pałac
- Chwila Prawdy (teleturniej TVN) – prod. Beata Dunikowska
- Jak Łyse Konie (program rozrywkowy TVN) – prod. Maciej Sobczak
- SonyEricsson T610 Plus GSM (reklama TV) – reż. Michał Gazda, prod. Arleta Robinson
- Na dobre i na złe (serial TVP2) – reż. Teresa Kotlarczyk, prod. Stanisław Szymański
- Balladyna (spektakl Teatru Polskiego w Warszawie) – reż. Jarosław Kilian
- Męczeństwo Piotra Oheya (spektakl Teatru Współczesnego w Warszawie) – reż. Maciej Englert
- Trzy Serca (program rozrywkowy TVN) – prod. Piotr Wadnik
- Pornografia (spektakl Teatru Powszechnego w Warszawie) – reż. Waldemar Śmigasiewicz, kier. tech. Janusz Kołakowski

## Filmografia
- 1999–2009 – Na dobre i na złe – dublowanie postaci, konsultacje iluzjonistyczne, odcinek 173
- 2008 – 52. Nowe oblicze iluzji – koprodukcja, główne role